# Église Saint-Martin de Nettinne
Pour les articles homonymes, voir Église Saint-Martin.
L'église Saint-Martin est un édifice religieux catholique classé situé dans le village de Nettinne faisant partie de la commune de Somme-Leuze en province de Namur (Belgique). Datant du XVIIe siècle dans ses parties plus anciennes l'église est lieu de culte de la communauté catholique locale. 

## Situation
L'église est située sur une hauteur dans la partie nord-est du village de Nettinne, en Famenne. Elle est entourée de son cimetière ceint de murs en pierre calcaire. L'entrée est accessible depuis la place de l'Église par quatorze larges marches en pierre calcaire.

## Historique
L'élément le plus ancien du bâtiment est la nef construite pendant la première moitié du XVIIIe siècle. Le chevet est bâti vers 1776. Le clocher actuel est érigé en 1904 et la sacristie construite derrière le chevet en 1905. Le clocher et la sacristie ont été réalisés d'après les plans de l'architecte E. Van Gheluwe.

## Description
L'église d'une longueur d'environ 35 mètres bâtie en moellons de pierre calcaire comprend une nef de deux longues travées et un important chevet placé un peu en retrait de la nef et comprenant aussi deux travées ainsi qu'une abside à trois pans. Les baies de la nef et du chevet sont cintrées
La tour carrée de style néo-roman est haute de trois niveaux et coiffée d'une toiture en ardoises à quatre pans surmontée d'une croix et d'un coq en girouette. La tour comprend plusieurs baies vitrées cintrées, un oculus et une porte d'entrée en anse de panier.

## Classement
L'église Saint-Martin ainsi que le mur du cimetière et l'ensemble formé par cet édifice et le cimetière sont classés depuis le 28 avril 1980 et repris sur la liste du patrimoine immobilier classé de Somme-Leuze.

## Pour compléter